# Cynodontia
I cinodonti (Cynodontia: "denti da cane") sono un gruppo di terapsidi che si sviluppò alla fine del Permiano.
Sono di gran lunga il gruppo di terapsidi più diversificato e in alcuni di essi compare per la prima volta l'andatura su arti "diritti", nettamente differenziata anche da quella degli altri gruppi di terapsidi, ancora simile a quella dei rettili.
Furono uno dei pochi cladi di sinapsidi a sopravvivere all'estinzione della fine del Permiano, iniziando a diversificarsi nel corso del Mesozoico. Probabilmente già durante il Triassico superiore, dal gruppo dei probainognati ebbero origine i primi mammiferi che, in seguito all'estinzione della fine del Cretaceo, andarono incontro ad una massiccia radiazione adattativa.
Nel corso della loro storia evolutiva, i cinodonti non mammaliani occuparono diverse nicchie ecologiche, sia come erbivori che come carnivori. Tuttavia, con la comparsa dei mammiferi veri e propri, questi gruppi si estinsero gradualmente, fino a scomparire del tutto ancor prima della fine del Mesozoico. 

## Caratteristiche
I cinodonti non-mammiferi possedevano quasi 
tutte le caratteristiche dei mammiferi (cinodonti mammiferi). I loro denti erano pienamente differenziati, la scatola cranica sporgeva sul retro della testa, e, come detto,  molti di essi camminavano in un modo "diritto", molto diverso da quello dei rettili. Tuttavia i cinodonti deponevano ancora le uova, come probabilmente facevano anche i primi mammiferi mesozoici. Le loro finestre temporali erano molto più grandi di quelle dei loro antenati, e l'allargamento dell'arcata zigomatica ospitava una muscolatura delle fauci molto più robusta, a supporto dell'idea di un cranio più simile a quello dei mammiferi. I cinodonti possedevano inoltre un palato secondario che altri terapsidi primitivi non possedevano, con l'eccezione dei terocefali (i più stretti parenti dei cinodonti). Il loro osso dentale era il più grande osso nella mandibola, dal momento che altre piccole ossa si erano spostate andando a formare le ossa dell'orecchio. Questi animali erano probabilmente a sangue caldo e coperti di pelo.

## Storia evolutiva

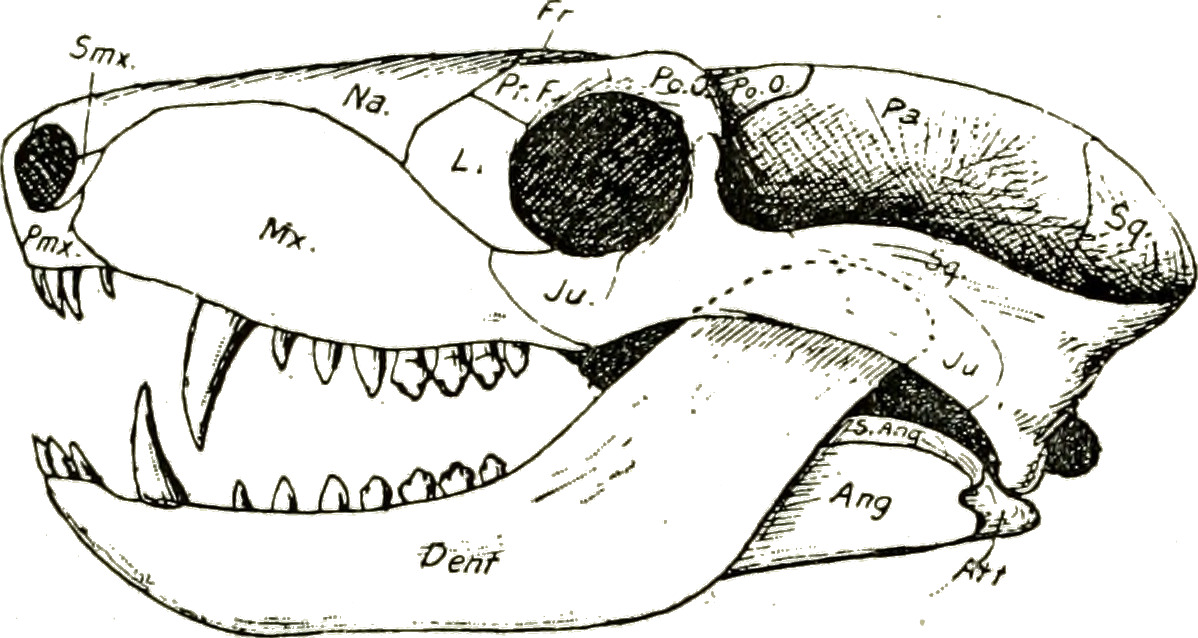
Cranio di Thrinaxodon, del Triassico inferiore sudafricano

I cinodonti stessi sono parte di un gruppo di terapsidi chiamati teriodonti, insieme agli estinti gorgonopsi e ai terocefali. Le origini dei cinodonti vanno ricercate nel Permiano superiore, nella forma di un piccolo teriodonte simile ai gorgonopsi. Tra le forme più basali del gruppo vi furono i procinosuchidi, una famiglia che comprende i generi Procynosuchus e Dvinia. Questo gruppo fu tra i pochi a sopravvivere all'estinzione di massa di fine Permiano.
I più evoluti tra i cinodonti appartengono al clade Eucynodontia, che secondo le analisi cladistiche contiene anche i membri della classe Mammalia. Forme rappresentative includono i grandi carnivori come Cynognathus, i grandi erbivori come i Traversodontidae, oppure i piccoli animali molto simili a mammiferi come i Tritylodontidae e gli ictidosauri. È probabile che i cinodonti fossero almeno parzialmente, se non completamente, a sangue caldo, e fossero coperti di pelo, che li avrebbe isolati e li avrebbe aiutati a mantenere un'alta temperatura corporea. La struttura "da mammifero" dei cinodonti implica che tutti i mammiferi siano discesi da un singolo gruppo di eucinodonti.

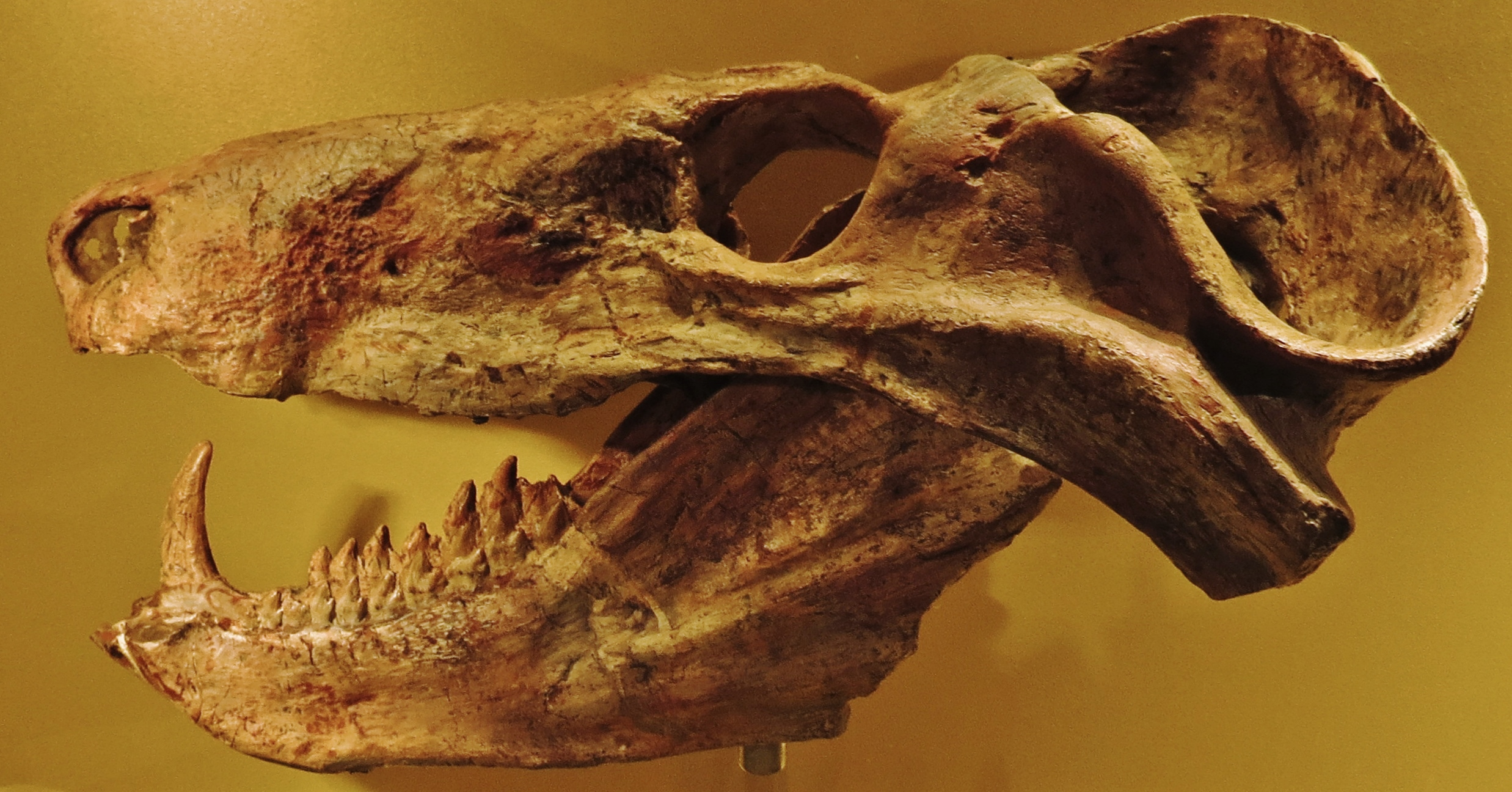
Cranio di Cynognathus crateronotus

Durante la loro evoluzione, i cinodonti cambiarono la forma dei loro denti: a denti costruiti per catturare e trattenere la preda (per poi ingoiarla intera), si aggiunsero denti specializzati, inclusi i molari, la cui struttura favoriva una masticazione migliore e una digestione più veloce. Inoltre, nelle fauci dei cinodonti si ridusse il numero di ossa. Questo consentì alle ossa superflue di evolvere in una funzione completamente nuova, divenendo parti dell'orecchio interno dei mammiferi.
L'udito migliorato diede a queste creature una migliore percezione del loro ambiente naturale e, di conseguenza, questa accresciuta qualità permise una maggiore capacità di elaborazione delle informazioni uditive nel cervello. I cinodonti svilupparono anche un palato secondario sopra la bocca. Questo permetteva all'aria di entrare nei polmoni attraverso il retro della bocca, cosicché i cinodonti potessero masticare e respirare contemporaneamente. Questa caratteristica è presente in tutti i mammiferi.

## Filogenesi
- Therapsida
  - Eutheriodontia
  - Therocephalia
  - Cynodontia
    - Charassognathus
    - Dviniidae
    - Procynosuchidae
      - Procynosuchus

    - Epicynodontia
      - Galesauridae
      - Thrinaxodontidae
        - Thrinaxodon

      - Vetusodon
      - Eucynodontia
        - Cynognathia
          - Cynognathidae
          - Diademodontidae
          - Trirachodontidae
          - Traversodontidae
            - Santacruzodon
            - Scalenodon
            - Scalenodontoides
            - Luangwa
            - Traversodon
            - Massetognathus
            - Exaeretodon

          - Tritylodontidae
            - Oligokyphus
            - Tritylodon
            - Kayentatherium
            - Bocatherium
            - Bienotherium
            - Bienotheroides

        - Probainognathia
          - Lumkuia
          - Ecteninion
          - Chiniquodontidae
          - Probainognathidae
          - Dromatheriidae
          - Polonodon
          - Brasilodontia
            - Brasilodontidae
            - Tritheledontidae

          - Mammaliaformes